# Tremp (Lleida)
Tremp ist eine katalanische Stadt in der Provinz Lleida im Nordosten Spaniens. Sie ist der Hauptort der Comarca Pallars Jussà.

## Geographische Lage
Die Stadt liegt etwa 65 Kilometer nördlich von Lleida am Fluss Noguera Pallaresa.

## Geschichte

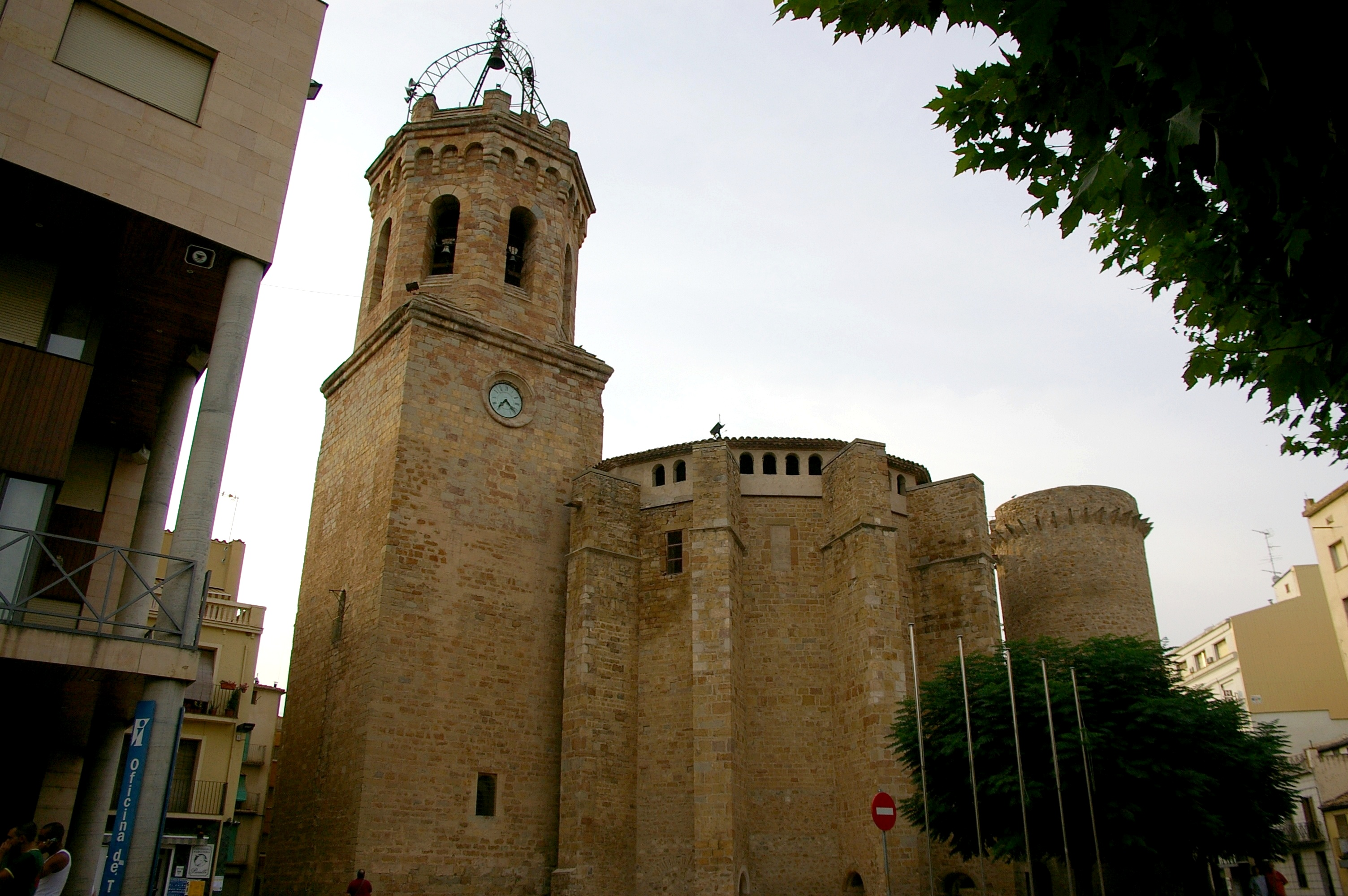
Kirche von Tremp

Tremp entwickelte sich um die Abtei Santa Maria aus dem 9. Jahrhundert. 1884 erhielt Tremp die Stadtrechte. Nach der Eingemeindung der ehemals selbständigen Orte Sapeira (1970), Espluga de Serra (1970), Gurp de la Conca (1970), Fígols de la Conca (1970), Vilamitjana (1972), Palau (1972) und Suterranya (1973) ist Tremp heute mit 304 km² die Gemeinde mit der größten Fläche Kataloniens.
Schutzheilige der Stadt ist die im Wappen dargestellte Santa Maria de Valldeflors.

## Söhne und Töchter der Stadt
- Custo Dalmau (* 1959), Modedesigner
- Maria Barbal (* 1949), Schriftstellerin
- Josep Manyanet i Vives (1833–1901), Schulpriester und Ordensgründer, 2004 heiliggesprochen

## Städtepartnerschaften
- Saint-Affrique im Département Aveyron, (Frankreich) (21. Mai 2005)